# Connarus andamanicus
Connarus andamanicus är en tvåhjärtbladig växtart som beskrevs av M.S. Mondal. Connarus andamanicus ingår i släktet Connarus och familjen Connaraceae. Inga underarter finns listade i Catalogue of Life.